# Harvey Glance
Harvey Edward Glance, né le 28 mars 1957 à Phenix City (Alabama) et mort le 12 juin 2023 à Mesa (Arizona), est un athlète américain spécialiste des épreuves de sprint. Il est médaillé d'or du relais 4 × 100 mètres lors des Jeux olympiques d'été de 1976 et des championnats du monde de 1987. Il est un temps codétenteur du record du monde du 100 mètres.
Il est par la suite entraîneur du champion du monde du 400 mètres, Kirani James.

## Biographie

### Carrière d'athlète

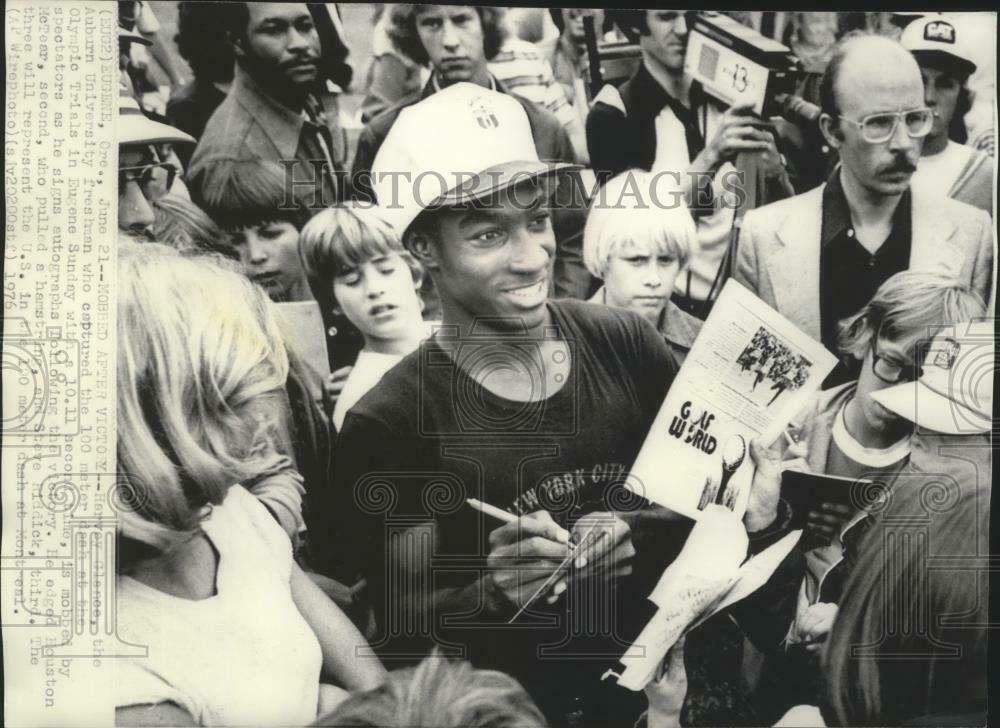
Harvey Glance en 1976.

Étudiant à l'Université d'Auburn, Harvey Glance remporte les épreuves du 100 m et du 200 m des championnats NCAA de 1976. La même année, il égale à deux reprises le record du monde du 100 mètres en 9 s 9 (temps manuel) : la première fois le 3 avril à Columbia et la seconde fois le 22 juin à Modesto. Il remporte les sélections olympiques américaines de 1976 dans le temps de 10 s 11 (chronométrage électrique), performance constituant alors un nouveau record du monde junior. Lors des Jeux de Montréal, il termine au pied du podium de l'épreuve du 100 m en 10 s 19, derrière Hasely Crawford, Don Quarrie et Valeriy Borzov. Avec ses coéquipiers américains (Jones, Hampton et Riddick), il s'adjuge le titre olympique du relais 4 × 100 m en 38 s 33, devant l'Allemagne de l'Est et l'URSS.
En avril 1977, il devient le premier athlète à courir le 100 m en 9 s 8 manuels dans des conditions régulières. Mais cette performance n'est pas homologuée comme record du monde, car la Fédération internationale d'athlétisme décide qu'à compter du 1er janvier 1977, seuls les temps électroniques seraient validés. Cette même année 1977, il remporte une nouvelle fois le titre universitaire NCAA du 100 m.
Harvey Glance participe aux Jeux panaméricains de 1979 à San Juan (Porto Rico) où il termine deuxième de l'épreuve du 100 m, derrière le Cubain Silvio Leonard, et premier du relais 4 × 100 m. Il se classe par ailleurs deuxième du 4 × 100 m lors de la 2e coupe du monde des nations, à Montréal. Qualifié pour les Jeux olympiques de 1980, le boycott des États-Unis l'empêche de défendre ses chances à Moscou.
Il réalise sa meilleure performance sur 100 m avec chronométrage électronique le 30 mars 1985 à Tampa, en Floride, avec un temps de 10 s 05. Sur 4 × 100 m, il remporte la coupe du monde des nations 1985 (avec Kirk Baptiste, Calvin Smith et Dwayne Evans), les Jeux panaméricains de 1987 (avec Carl Lewis, Lee McNeill et Lee McRae). La même équipe s'adjuge le titre des Championnats du monde d'athlétisme, à Rome, en 37 s 90.

### Carrière d'entraîneur
Après avoir mis un terme à sa carrière d'athlète, Harvey Glance est entraîneur à l'Université d'Auburn, puis à l'Université d'Alabama depuis 1997.
À l'occasion des Jeux olympiques de 2008, il est entraîneur des sprinteurs et des spécialistes des haies de l'équipe américaine.
Il est désigné entraîneur en chef de l'équipe américaine masculine d'athlétisme pour les Championnats du monde d'athlétisme 2009 qui se déroulent à Berlin du 15 au 23 août 2009.

### Mort
Harvey Glance meurt le 12 juin 2023 d'une crise cardiaque à Mesa (Arizona).

## Palmarès

### Jeux olympiques
- Jeux olympiques de 1976 à Montréal :
  - 4e du 100 m
  -  Médaille d'or sur 4 × 100 m

### Championnats du monde
- Championnats du monde d'athlétisme 1987 à Rome :
  -  Médaille d'or sur 4 × 100 m

### Jeux panaméricains
- Jeux panaméricains de 1979 à San Juan :
  -  Médaille d'argent sur 100 m
  -  Médaille d'or sur 4 × 100 m
- Jeux panaméricains de 1987 à Indianapolis :
  -  Médaille d'or sur 4 × 100 m

### Coupe du monde des nations
- Coupe du monde des nations d'athlétisme 1979 à Montréal :
  -  Médaille d'argent sur 4 × 100 m
- Coupe du monde des nations d'athlétisme 1985 à Canberra :
  -  Médaille d'or sur 4 × 100 m

## Sources
- (en) Cet article est partiellement ou en totalité issu de l’article de Wikipédia en anglais intitulé « Harvey Glance » (voir la liste des auteurs).
- Meilleures performances sur 100 m en 1977